# Liste der Baudenkmäler in Buttenheim
Auf dieser Seite sind die Baudenkmäler in dem oberfränkischen Markt Buttenheim zusammengestellt. Diese Tabelle ist eine Teilliste der Liste der Baudenkmäler in Bayern. Grundlage ist die Bayerische Denkmalliste, die auf Basis des Bayerischen Denkmalschutzgesetzes vom 1. Oktober 1973 erstmals erstellt wurde und seither durch das Bayerische Landesamt für Denkmalpflege geführt wird. Die folgenden Angaben ersetzen nicht die rechtsverbindliche Auskunft der Denkmalschutzbehörde.
 Diese Liste gibt den Fortschreibungsstand vom 10. Februar 2023 wieder und enthält 69 Baudenkmäler.

## Ensembles

### Ensemble Ortskern Frankendorf
Das Ensemble (Lage) umfasst den gesamten Altbaubereich des Dorfes, an dessen Rändern sich in jüngster Zeit Störungen anbahnen. Frankendorf, 1093 durch Schenkung bambergisch domkapitelsche Oblei, ehem. hochstiftische Lehenbesitzung und Hofbesitz der Ochs von Gunzendorf, dann der von Stiebar, 1402 der Frühmesse in Buttenheim geschenkt, ist eine alte fränkische Siedlung in einem Tal am Rande der fränkischen Alb. In dem bachzeilenartig angeordneten Dorf sind die erdgeschossigen Bauernhäuser aus Fachwerk zu beiden Seiten eines Baches zueinander gekehrt aufgereiht. Dem leicht gekrümmten, nicht überall offenen Bachverlauf entsprechend, sind die Häuser nicht entlang einer geraden Fluchtlinie angeordnet und zudem unregelmäßig gruppiert, zum Teil in dicht gestaffelter Reihe, zum Teil ? insbesondere im südlichen Bereich der westlich des Baches gelegenen Dorfhälfte ? locker und vom Bach abgerückt. In charakteristischer Weise heben sich das ehemals Wirtshaus im Süden und die ehemals Mühle am nördlichen Ortsausgang, beides stattliche, zweigeschossige Fachwerkbauten, von der übrigen Bebauung ab. Die kleine katholische Ortskirche aus dem Jahre 1947 ist zwanglos im Zentrum des Dorfes eingereiht. Aktennummer: E-4-71-123-1.

## Baudenkmäler nach Gemeindeteilen

### Buttenheim
| Lage                                                                   | Objekt | Beschreibung | Akten-Nr.              | Bild           |
| ---------------------------------------------------------------------- | --- | --- | ---------------------- | -------------- |
| Hauptstraße 24 (Standort)                                              | Katholisches Pfarrhaus                                                                                               | Massiver, zweigeschossiger Mansardwalmdachbau, verputzt, mit Eckpilastern und Brüstungsfeldern, 1772 | D-4-71-123-2 Wikidata  | weitere Bilder |
| Hauptstraße 24 (Standort)                                              | Umfriedungsmauer | Mit rundbogiger Toreinfahrt, 18. Jahrhundert | D-4-71-123-2 Wikidata  | BW             |
| Hauptstraße 24 (Standort)                                              | Historische Bauteile der ehemaligen, 1949/50 zum Pfarrjugendheim umgebauten Pfarrscheune                             | | D-4-71-123-2 Wikidata  | BW             |
| Hauptstraße 26 (Standort)                                              | Katholische Pfarrkirche St. Bartholomäus                                                                             | Sandsteinquader, Chorseitenturm 12./13. Jahrhundert, Obergeschosse 1513 und 1608, Spitzhelm 1737, Langhaus, Saalbau mit Walmdach, eingezogener Chor mit 5/8-Schluss, 1754–57 von Johann Michael Küchel; mit Ausstattung; vorgelagerte Terrasse mit Balustraden und Treppe | D-4-71-123-3 Wikidata  | weitere Bilder |
| Hauptstraße 34 (Standort)                                              | Fachwerkstadel | Wetterdach über der Einfahrt, Giebel verbrettert, Satteldach, 18. und 19. Jahrhundert | D-4-71-123-68 Wikidata | Fachwerkstadel |
| Hauptstraße 35 (Standort)                                              | Bauernhof, Wohnhaus                                                                                                  | Massiver, zweigeschossiger Walmdachbau, verputzt, segmentförmige Tür- und Fenstergewände, um 1800/Mitte 19. Jahrhundert | D-4-71-123-4 Wikidata  | weitere Bilder |
| Hauptstraße 35 (Standort)                                              | Bauernhof, Sandsteinquaderstadel                                                                                     | Wetterdach über der Einfahrt, Giebel verputzt, Satteldach, bezeichnet „1844“ | D-4-71-123-4 Wikidata  | weitere Bilder |
| Hauptstraße 45 (Standort)                                              | Ehemaliges Rentamt                                                                                                   | Stattlicher Mansardwalmdachbau, zweigeschossig, massiv und verputzt, Zwerchhaus, um 1800 | D-4-71-123-5 Wikidata  | BW             |
| Hauptstraße 45 (Standort)                                              | Fachwerkstadel | | D-4-71-123-5 Wikidata  | BW             |
| Kratzau (Standort)                                                     | Jüdischer Friedhof                                                                                                   | 1819 angelegt; Grabsteine des 19. und frühen 20. Jahrhunderts; Taharahaus, eingeschossiger Massivbau mit flachem Satteldach | D-4-71-123-18 Wikidata | weitere Bilder |
| Marktstraße 7 (Standort)                                               | Ehemaliges Benefiziatenhaus                                                                                          | Massiver, zweigeschossiger Mansardwalmdachbau, verputzt, mit Eckpilastern und Brüstungsfeldern, um 1766/70 | D-4-71-123-6 Wikidata  | weitere Bilder |
| Marktstraße 8 (Standort)                                               | Gasthaus Löwenbräu                                                                                                   | Zweigeschossiger, traufständiger Satteldachbau, massiv und verputzt, im Kern 16. Jahrhundert, Diamantrustika-Portal bezeichnet „1597“ | D-4-71-123-7 Wikidata  | BW             |
| Marktstraße 19 (Standort)                                              | Wohnhaus | Zweigeschossiger, giebelständiger Walmdachbau, massiv und verputzt, mit Eckpilastern und Fensterschürzen, klassizistisch, um 1800 | D-4-71-123-9 Wikidata  | weitere Bilder |
| Marktstraße 33 (Standort)                                              | Wohnhaus, Geburtshaus von Levi Strauss, heute Levi-Strauss-Museum                                                    | Zweigeschossiger, giebelständiger Satteldachbau, Fachwerk, 1687 (dendrochronologisch datiert), 1733 aufgestockt | D-4-71-123-67 Wikidata | weitere Bilder |
| Marktstraße 36 (Standort)                                              | Balkon | Konsolen und Geländer Gusseisen, Bodenbretter Holz, Mitte 19. Jahrhundert | D-4-71-123-10 Wikidata | BW             |
| Nähe Am Stauch (Standort)                                              | Katholische Friedhofskapelle St. Hedwig                                                                              | Saalbau, Walmdach mit Dachreiter, geschweifter Knickgiebel, neubarock, bezeichnet „1909“; mit Ausstattung | D-4-71-123-1 Wikidata  | BW             |
| Rothmühle 1 (Standort)                                                 | Rothmühle | Stattlicher, zweigeschossiger Walmdachbau, massiv und verputzt, Tür- und Fensteröffnungen im Erdgeschoss mit Segmentstürzen, um 1800 | D-4-71-123-11 Wikidata | BW             |
| Schloßstraße 4 (Standort)                                              | Bauernhaus | Zweigeschossiger Walmdachbau, Fachwerk, zweite Hälfte 18. Jahrhundert | D-4-71-123-12 Wikidata | weitere Bilder |
| Schloßstraße 6 (Standort)                                              | Wohnhaus | Zweigeschossiges Walmdachhaus, Fachwerk, verputzt, um 1800, Holzerker 1915, Erdgeschoss verändert | D-4-71-123-74 Wikidata | weitere Bilder |
| Schloßstraße 11; Schloßstraße 16; Nähe Lichtenhof (Standort)           | Sogenanntes Unteres Schloss (Schloss Buttenheim)                                                                     | Stattlicher, zweigeschossiger Walmdachbau, massiv und verputzt, Freitreppe mit schmiedeeisernem Geländer, 1774 | D-4-71-123-13 Wikidata | weitere Bilder |
| Schloßstraße 11; Schloßstraße 16; Nähe Lichtenhof (Standort)           | Sogenanntes Unteres Schloss (Schloss Buttenheim), rückwärtiger mittelalterlicher Turmbau                             | Mit Mansardwalmdach | D-4-71-123-13 Wikidata | BW             |
| Schloßstraße 11; Schloßstraße 16; Nähe Lichtenhof (Standort)           | Sogenanntes Unteres Schloss (Schloss Buttenheim), trockener Graben der ehemaligen Wasserburg und Park mit Umfriedung | Mitte 18. Jahrhundert, überformt und erweitert Mitte 19. Jahrhundert | D-4-71-123-13 Wikidata | BW             |
| Schloßstraße 11; Schloßstraße 16; Nähe Lichtenhof (Standort)           | Sogenanntes Unteres Schloss (Schloss Buttenheim), Hofeinfahrt                                                        | Mit Sandsteinpfosten | D-4-71-123-13 Wikidata | BW             |
| Schloßstraße 11; Schloßstraße 16; Nähe Lichtenhof (Standort)           | Fachwerkstadel | Satteldach | D-4-71-123-13 Wikidata | BW             |
| Schloßstraße 14 (Standort)                                             | Von Seefriedsche Guts- und Forstverwaltung                                                                           | Zweigeschossiger Satteldachbau, Sandsteinquader, bezeichnet „1852“; im Schlossbereich | D-4-71-123-14 Wikidata | BW             |
| Schloßstraße 16, im Schlossbereich (Standort)                          | Ehemaliges Gesindehaus                                                                                               | Eingeschossiger Walmdachbau, im Kern Fachwerk, 18. Jahrhundert | D-4-71-123-15 Wikidata | BW             |
| Streckfuß; am Ortsrand bei der Brücke über den Deichselbach (Standort) | Heiliger-Nepomuk-Statue                                                                                              | Sandstein, bezeichnet „1791“ | D-4-71-123-17 Wikidata | BW             |
| Streckfuß 16 (Standort)                                                | Bauernhaus | Eingeschossiger Satteldachbau mit Fachwerkgiebel, erste Hälfte 19. Jahrhundert | D-4-71-123-16 Wikidata | BW             |

### Dreuschendorf
| Lage                                                     | Objekt                          | Beschreibung | Akten-Nr.              | Bild |
| -------------------------------------------------------- | ------------------------------- | --- | ---------------------- | ---- |
| Dreuschendorf 16 (Standort)                              | Katholische Kapelle St. Anna    | Saalbau mit Satteldach, Sakristeianbau, Fassadenturm mit Zwiebelhaube, barockisierend, 1923; mit Ausstattung                                  | D-4-71-123-19 Wikidata | BW   |
| Dreuschendorf 19; Dreuschendorf 21 (Standort)            | Bauernhaus                      | Eingeschossiger, giebelständiger Satteldachbau, massiv und verputzt, 18./19. Jahrhundert                                                      | D-4-71-123-22 Wikidata | BW   |
| Dreuschendorf 19; Dreuschendorf 21 (Standort)            | Fachwerkstadel                  | Wetterdach über der Einfahrt, Satteldach, bezeichnet „1851“                                                                                   | D-4-71-123-22 Wikidata | BW   |
| Dreuschendorf 24 (Standort)                              | Bauernhaus                      | Zweigeschossiger, traufständiger Satteldachbau, Fachwerk, Obergeschoss verschiefert, erste Hälfte 19. Jahrhundert; Fachwerkstadel, Satteldach | D-4-71-123-23 Wikidata | BW   |
| Dreuschendorf 29 (Standort)                              | Bauernhaus                      | Eingeschossiger Satteldachbau, Fachwerk, breite Schleppgaube, 18. Jahrhundert                                                                 | D-4-71-123-24 Wikidata | BW   |
| Nähe Rosengasse, Ortsausgang gegen Buttenheim (Standort) | Wegkreuz                        | Sandstein, bezeichnet „1921“ | D-4-71-123-26 Wikidata | BW   |
| Rosengasse 3 (Standort)                                  | Bauernhof, Wohnhaus             | Zweigeschossiger Walmdachbau, Fachwerk, zweite Hälfte 18. Jahrhundert                                                                         | D-4-71-123-25 Wikidata | BW   |
| Rosengasse 3 (Standort)                                  | Bauernhof, Fachwerknebengebäude | Zweigeschossig, Satteldach, 18. Jahrhundert                                                                                                   | D-4-71-123-25 Wikidata | BW   |
| Rosengasse 3 (Standort)                                  | Bauernhof                       | Einfriedung mit Hofeinfahrt, Sandsteinpfosten                                                                                                 | D-4-71-123-25 Wikidata | BW   |

### Frankendorf
| Lage                                      | Objekt                           | Beschreibung | Akten-Nr.              | Bild |
| ----------------------------------------- | -------------------------------- | --- | ---------------------- | ---- |
| Frankendorf 1 (Standort)                  | Wohnstallhaus                    | Eingeschossiger, giebelständiger Satteldachbau, Fachwerk, zweite Hälfte 18. Jahrhundert                                                           | D-4-71-123-27 Wikidata | BW   |
| Frankendorf 2 (Standort)                  | Ehemalige untere Mühle, Wohnhaus | Eingeschossiger, giebelständiger Satteldachbau, Fachwerk, zweite Hälfte 18. Jahrhundert                                                           | D-4-71-123-28 Wikidata | BW   |
| Frankendorf 3 (Standort)                  | Wohnstallhaus                    | Eingeschossiger Satteldachbau, Fachwerk, zweite Hälfte 18. Jahrhundert; Fachwerkstadel, Wetterdach über der Einfahrt, Satteldach, 18. Jahrhundert | D-4-71-123-29 Wikidata | BW   |
| Frankendorf 5 (Standort)                  | Fachwerkstadel                   | Wetterdach über der Einfahrt, Satteldach, 18. Jahrhundert                                                                                         | D-4-71-123-30 Wikidata | BW   |
| Frankendorf 7 (Standort)                  | Wohnstallhaus                    | Eingeschossiger, giebelständiger Satteldachbau, Fachwerk, bezeichnet „1773“                                                                       | D-4-71-123-31 Wikidata | BW   |
| Frankendorf 9 (Standort)                  | Wohnstallhaus                    | Eingeschossiger, giebelständiger Satteldachbau mit Zwerchhaus, Fachwerk, bezeichnet „1789“                                                        | D-4-71-123-32 Wikidata | BW   |
| Frankendorf 12 (Standort)                 | Ehemalige obere Mühle            | Zweigeschossiger Satteldachbau, Fachwerk, bezeichnet „1728“, Veränderungen im späten 1900 Jahrhundert                                             | D-4-71-123-33 Wikidata | BW   |
| Frankendorf 14 (Standort)                 | Wohnstallhaus                    | Eingeschossiger, giebelständiger Satteldachbau, Fachwerk, Mitte 18. Jahrhundert, Quergiebelausbau                                                 | D-4-71-123-69 Wikidata | BW   |
| Frankendorf 14 (Standort)                 | Scheune                          | Rückwärtig, wohl gleichzeitig | D-4-71-123-69 Wikidata | BW   |
| Frankendorf 15 (Standort)                 | Bauernhaus                       | Giebelständiger Frackdachbau, Obergeschoss Fachwerk, 18./19. Jahrhundert                                                                          | D-4-71-123-34 Wikidata | BW   |
| Frankendorf 15 (Standort)                 | Fachwerkstadel                   | Satteldach, bezeichnet „1799“ | D-4-71-123-34 Wikidata | BW   |
| Frankendorf 17 (Standort)                 | Wohnstallhaus                    | Eingeschossiger, giebelständiger Satteldachbau, Fachwerk, bezeichnet „1757“                                                                       | D-4-71-123-35 Wikidata | BW   |
| Frankendorf 17 (Standort)                 | Dörrhaus                         | Eingeschossiger Satteldachbau, Fachwerk, zweite Hälfte 19. Jahrhundert                                                                            | D-4-71-123-35 Wikidata | BW   |
| Frankendorf 21; Frankendorf 22 (Standort) | Ehemaliges Gasthaus König        | Zweigeschossiger, giebelständiger Satteldachbau, Fachwerk, 18. Jahrhundert, mit Veränderungen                                                     | D-4-71-123-37 Wikidata | BW   |
| Frankendorf 21; Frankendorf 22 (Standort) | Fachwerkstadel                   | Wetterdach über der Einfahrt, Satteldach; 18. Jahrhundert                                                                                         | D-4-71-123-37 Wikidata | BW   |
| Frankendorf 22 (Standort)                 | Wohnstallhaus                    | Eingeschossiger, giebelständiger Satteldachbau, wohl Ende 17. Jahrhundert                                                                         | D-4-71-123-92          | BW   |
| Frankendorf 25 (Standort)                 | Bauernhof                        | Wohnhaus, zweigeschossiger, giebelständiger Frackdachbau, Fachwerk, Scheunenanbau, Fachwerk, Satteldach, bezeichnet „1776“                        | D-4-71-123-38 Wikidata | BW   |
| Frankendorf 25 (Standort)                 | Bauernhof                        | Dörrhaus, eingeschossiger Satteldachbau, Fachwerk, bezeichnet „1793“                                                                              | D-4-71-123-38 Wikidata | BW   |
| Frankendorf 30 (Standort)                 | Fachwerkstadel                   | Wetterdach über der Einfahrt, Satteldach, 18. Jahrhundert                                                                                         | D-4-71-123-39          | BW   |
| In Frankendorf (Standort)                 | Bildstock                        | Sandstein, ionische Säule, vierseitiger Aufsatz mit Muschelabschluss, bezeichnet „1696“                                                           | D-4-71-123-41 Wikidata | BW   |

### Gunzendorf
| Lage                                                | Objekt                                          | Beschreibung | Akten-Nr.              | Bild           |
| --------------------------------------------------- | ----------------------------------------------- | --- | ---------------------- | -------------- |
| Am Bach 6 (Standort)                                | Mühle                                           | Zweigeschossiger Satteldachbau, verputzt, mit Brüstungsfeldern, 18. Jahrhundert, stark verändert                                                       | D-4-71-123-42 Wikidata | BW             |
| Jurastraße 13 (Standort)                            | Ehemaliges Gasthaus Fleischmann                 | Zweigeschossiger Satteldachbau, Obergeschoss Fachwerk, vorderer Gebäudeteil verschiefert, erste Hälfte 19. Jahrhundert mit älterem Kern, umgebaut 1909 | D-4-71-123-43 Wikidata | BW             |
| Jurastraße 18 (Standort)                            | Katholische Kuratiekirche St. Nikolaus          | Saalbau mit Walmdach, 1723–24 von Johann Konrad Weiß, eingezogener Chor und Chorseitenturm mit welscher Haube, 1737; mit Ausstattung                   | D-4-71-123-44 Wikidata | weitere Bilder |
| Jurastraße 18 (Standort)                            | Reste einer Friedhofsummauerung                 | Bruchstein, 18./19. Jahrhundert | D-4-71-123-44 Wikidata | BW             |
| Jurastraße 23 (Standort)                            | Bauernhaus                                      | Zweigeschossiger Satteldachbau, Fachwerk, verputzt, Mitte 19. Jahrhundert mit älterem Kern                                                             | D-4-71-123-45 Wikidata | BW             |
| Jurastraße 23 (Standort)                            | Stadel                                          | Sandsteinquader und Fachwerk, steiles Krüppelwalmdach, erste Hälfte 19. Jahrhundert                                                                    | D-4-71-123-45 Wikidata | BW             |
| Jurastraße 23 (Standort)                            | Remise                                          | Sandsteinquader und Fachwerk, Satteldach, erste Hälfte 19. Jahrhundert                                                                                 | D-4-71-123-45 Wikidata | BW             |
| Jurastraße 26 (Standort)                            | Ehemaliges Schulhaus, jetzt Schlosskindergarten | Zweigeschossiger Walmdachbau, massiv und verputzt, Erker mit Zwiebelhaube, neubarock, 1913 auf Grundmauern des Schlosses; Wappentafel 17. Jahrhundert  | D-4-71-123-46 Wikidata | BW             |
| Jurastraße 46 (Standort)                            | Bauernhaus                                      | Zweigeschossiger, giebelständiger Walmdachbau, Fachwerk, Mitte 18. Jahrhundert                                                                         | D-4-71-123-47 Wikidata | BW             |
| Pfarrgasse 4 (Standort)                             | Fachwerkstadel                                  | Satteldach, 18. Jahrhundert | D-4-71-123-48          | BW             |
| Platte, südlich der Umgehungsstraße 2260 (Standort) | Kreuzschlepper                                  | Sandstein, bezeichnet „1711“ | D-4-71-123-71 Wikidata | BW             |

### Ketschendorf
| Lage                          | Objekt                        | Beschreibung | Akten-Nr.              | Bild                          |
| ----------------------------- | ----------------------------- | --- | ---------------------- | ----------------------------- |
| In Ketschendorf (Standort)    | Wohnstallhaus                 | Eingeschossiger, traufständiger Satteldachbau, massiv und verputzt, Giebel Fachwerk, erste Hälfte 18. Jahrhundert         | D-4-71-123-54 Wikidata | Wohnstallhaus                 |
| Ketschendorf 1 (Standort)     | Wohnstallhaus                 | Zweigeschossiger Walmdachbau, Obergeschoss Fachwerk, zweite Hälfte 18. Jahrhundert                                        | D-4-71-123-50 Wikidata | weitere Bilder                |
| Ketschendorf 1 (Standort)     | Fachwerkstadel                | Wetterdach über der Einfahrt, Satteldach, zweite Hälfte 18. Jahrhundert                                                   | D-4-71-123-50 Wikidata | weitere Bilder                |
| Ketschendorf 1 (Standort)     | Hofumfriedung                 | Sandsteinpfosten, klassizistisch                                                                                          | D-4-71-123-50 Wikidata | weitere Bilder                |
| Ketschendorf 3 (Standort)     | Katholische Kapelle Herz Jesu | Saalbau, Chor dreiseitig geschlossen, Sakristeianbau, Satteldach mit Giebelreiter, neugotisch, bezeichnet „1892“          | D-4-71-123-49 Wikidata | Katholische Kapelle Herz Jesu |
| Ketschendorf 5 1/2 (Standort) | Bauernhaus                    | Zweigeschossiger, traufständiger Satteldachbau, Obergeschoss Fachwerk, im Kern erste Hälfte 18. Jahrhundert, modernisiert | D-4-71-123-51 Wikidata | Bauernhaus                    |
| Ketschendorf 7 (Standort)     | Großbauernhaus                | Eingeschossiger, giebelständiger Satteldachbau, Fachwerk, bezeichnet „1786“                                               | D-4-71-123-52 Wikidata | weitere Bilder                |
| Ketschendorf 11 (Standort)    | Großbauernhaus                | Zweigeschossiger, giebelständiger Satteldachbau, Fachwerk, Wetterdach über dem Obergeschoss, erste Hälfte 18. Jahrhundert | D-4-71-123-53 Wikidata | weitere Bilder                |

### Senftenberg
| Lage                                                                    | Objekt                        | Beschreibung | Akten-Nr.              | Bild           |
| ----------------------------------------------------------------------- | ----------------------------- | --- | ---------------------- | -------------- |
| Am Senftenberg; Senftenberg 2, südlich der St. Georgskapelle (Standort) | Kreuzweg                      | Sandstein, Zyklopensockel und Ädikulen mit Zinkgussreliefs, Dreiecksgiebel, 1898; mit zugehörigen Linden                                                                                              | D-4-71-123-75 Wikidata | BW             |
| Senftenberg 2 (Standort)                                                | Katholische Kapelle St. Georg | Saalbau, Satteldach mit Dachreiter, eingezogener Chor dreiseitig geschlossen, Sakristeianbau, frühbarock, 1668/69 von Valentin Juliot von Gufle, Altarmensa in offener Vorhalle 1710; mit Ausstattung | D-4-71-123-55 Wikidata | weitere Bilder |

### Stackendorf
| Lage                                                             | Objekt                                       | Beschreibung                                                                   | Akten-Nr.              | Bild |
| ---------------------------------------------------------------- | -------------------------------------------- | ------------------------------------------------------------------------------ | ---------------------- | ---- |
| In Stackendorf; Kreisstraße BA 12, vor Stackendorf 25 (Standort) | Brunnen                                      | Sandsteintrog, 17. Jahrhundert, Einlauf Gusseisen, spätes 19. Jahrhundert      | D-4-71-123-59 Wikidata | BW   |
| Stackendorf 3 (Standort)                                         | Wohnstallhaus, ehemaliges Gemeindehirtenhaus | Eingeschossiger Satteldachbau, Fachwerk, im Kern zweite Hälfte 17. Jahrhundert | D-4-71-123-56 Wikidata | BW   |
| Stackendorf 23 (Standort)                                        | Wohnstallhaus                                | Zweigeschossiger, giebelständiger Satteldachbau, Obergeschoss Fachwerk, 1880   | D-4-71-123-58 Wikidata | BW   |
| Steinweg, vor Stackendorf 29 (Standort)                          | Brunnen                                      | Sandsteintrog, 17. Jahrhundert, Einlauf Gusseisen, spätes 19. Jahrhundert      | D-4-71-123-76          | BW   |
| Steinweg 10 (Standort)                                           | Kruzifix                                     | Sandstein und Juramarmor, bezeichnet „1921“                                    | D-4-71-123-73 Wikidata | BW   |

### Tiefenhöchstadt
| Lage                          | Objekt                             | Beschreibung | Akten-Nr.              | Bild                               |
| ----------------------------- | ---------------------------------- | --- | ---------------------- | ---------------------------------- |
| In Tiefenhöchstadt (Standort) | Katholische Kapelle Heiliges Kreuz | Satteldachbau mit Dachreiter, Chor dreiseitig geschlossen, Sakristeianbau, neugotisch, spätes 19. Jahrhundert; mit Ausstattung | D-4-71-123-60 Wikidata | Katholische Kapelle Heiliges Kreuz |
| Tiefenhöchstadt 9 (Standort)  | Stadel                             | Sandsteinquader und Fachwerk, Satteldach, 18. Jahrhundert | D-4-71-123-62 Wikidata | BW                                 |
| Tiefenhöchstadt 19 (Standort) | Brunnenhaus mit Brunnen            | 17. Jahrhundert | D-4-71-123-64 Wikidata | BW                                 |
| Tiefenhöchstadt 20 (Standort) | Bauernhaus                         | Eingeschossiger, traufständiger Satteldachbau, Fachwerk, Obergeschoss leicht vorkragend über Konsolenfries, zweite Hälfte 17. Jahrhundert | D-4-71-123-65 Wikidata | BW                                 |
| Tiefenhöchstadt 25 (Standort) | Bauernhaus                         | Eingeschossiger, giebelständiger Satteldachbau, Fachwerk, zweite Hälfte 17. Jahrhundert, Quergiebelausbau | D-4-71-123-66 Wikidata | BW                                 |
| Tiefenhöchstadt 25 (Standort) | Fachwerkstadel                     | Satteldach, erste Hälfte 19. Jahrhundert, Veränderungen | D-4-71-123-66 Wikidata | BW                                 |
| In Tiefenhöchstadt (Standort) | Scheune                            | Scheune, eingeschossiger Satteldachbau mit Fußwalm und Ladegaube, Fachwerk, 18. Jh., an der westlichen Seite gestupfte Putzfelder, rückwärtig abgeschlepter Anbau mit Satteldach, Fachwerk, Mitte 19. Jh., westlich erweitert mit abgewalmtem Zwerchhaus, massiv, frühes 20. Jh. | D-4-71-123-91          | BW                                 |

## Ehemalige Baudenkmäler nach Ortsteilen

### Tiefenhöchstadt
| Lage                          | Objekt     | Beschreibung | Akten-Nr.              | Bild |
| ----------------------------- | ---------- | --- | ---------------------- | ---- |
| Tiefenhöchstadt 18 (Standort) | Bauernhaus | Zweigeschossiger Satteldachbau, Erdgeschoss massiv und verputzt, Obergeschoss Fachwerk, Ende 18. Jahrhundert, überarbeitet Mitte 19. Jahrhundert | D-4-71-123-63 Wikidata | BW   |